# Eduardo Ibarrola
Eduardo Ibarrola (né à Mexico), est un acteur mexicain de cinéma et de télévision.

## Carrière
Il commence sa carrière avec la telenovela Aguamarina où il effectue une participation spéciale en 1998. De retour en 2004, il fait aussi une participation spéciale dans Inocente de ti.
En 2005, il fait aussi une participation spéciale dans Anita, no te rajes!. La même année, il interprète Joaquin dans la telenovela El amor no tiene precio. En 2006, il joue Rómulo Gálvez dans La Tierra de pasiones.
Il interprète Laurentino Urbina dans La viuda de Blanco. En 2007, il tient le rôle de Padre Lino dans Bajo las riendas del amor. Il joue aussi dans 2 épisodes de la série Decisiones.
En 2007, il est el Cura dans Seguro y urgente. En 2007, il joue aussi dans les films Tómalo Suave et Torre de papel. En 2008, il incarne Julio Hidalgo dans Valeria. En 2009, il joue José Antonio Frank dans Más sabe el diablo.
En 2009, il joue Señor Agustín dans le film Zombie Farm. En 2010, il apparaît dans les novelas Eva Luna et Ojo por ojo. En 2011, il participe à la série RPM (Miami). La même année, il enregistre las novelas Sacrificio de mujer et Corazón apasionado.
En 2012, il participe à la telenovela Relaciones Peligrosas et la même année il joue dans La Ruta Blanca. En 2014, il tient un rôle principal dans En Otra Piel où il interprète Manuel Figueroa.

## Filmographie

### Telenovelas
- 1998 : Aguamarina : Schwarzenegger
- 1999 : Me muero por ti
- 2004 : Inocente de ti: prêtre
- 2005 : ¡Anita, no te rajes!
- 2005 : El amor no tiene precio : Joaquín
- 2006 : Tierra de pasiones : Rómulo Gálvez
- 2006-2007 : La viuda de blanco : Laurentino Urbina
- 2007 : Bajo las riendas del amor : Padre Lino
- 2006-2007 : Decisiones : Eduardo/Nicanor
- 2007 : Seguro y urgente : Cura
- 2008 : Valeria : Julio Hidalgo
- 2009 : Más sabe el diablo : José Antonio Frank
- 2010 : Eva Luna : Ismael González
- 2010) : Ojo por ojo : Don Alfredo
- 2011 : RPM (Miami) : Carlos Hernández
- 2011 : Sacrificio de mujer : Villachar
- 2011 : Corazón apasionado : Melquíades López[1]
- 2012 : Relaciones Peligrosas : Jaime Olivares
- 2012 : La ruta blanca : Orlando
- 2014 : En otra piel : Manuel Figueroa

### Films
- 2007 : Tómalo Suave
- 2007 : Torre de papel
- 2009 : Zombie Farm : Señor Agustín